# 165 Allstars Vol. 1
165 Allstars Vol. 1 är ett musikalbum och mixtape rapparen Ken Ring som släpptes 2000.
Sammanställt av DJ Crona.

## Spårlista
| Spår | Låt Titel                          | Producent/er  | Medverkande                  | Tid   |
| ---- | ---------------------------------- | ------------- | ---------------------------- | ----- |
| 1    | Intro                              | DJ Crona      | Ken                          | 06:25 |
| 2    | Njut av stunden                    |               | Big Fred                     | 03:53 |
| 3    | Ödet står skrivet                  |               | Ken & Houman                 | 04:33 |
| 4    | Ge mig mikrofonen                  | El Sheriffo   | Ken                          | 02:38 |
| 5    | Inget svek (Osläppt Version)       | El Sheriffo   | Ken                          | 03:37 |
| 6    | Paolo Roberto                      | Thomas Rusiak | Ken                          | 03:23 |
| 7    | Spräng allihopa                    | El Sheriffo   | Ken                          | 03:41 |
| 8    | Känn bas (förlängd version)        |               | Ken, Houman & Nappy Black    | 04:21 |
| 9    | Knip igen käften                   |               | Houman, Magro & Big Fred     | 4:35  |
| 10   | Jag pallar inte mer                |               | Big Fred & Ken               | 04:10 |
| 11   | Det bästa                          |               | Big Fred                     | 02:58 |
| 12   | Sommartider '98 (förlängd version) | Ken Ring      | Ken, Big Fred, Wolf & Houman | 5:57  |
| 13   | Din stil inte duga                 |               | Ken, Big Fred & Magro        | 02:33 |
| 14   | Orättvisor får ett slut            |               | Wolf & Ken                   | 03:21 |
| 15   | Söker svaren                       |               | Ken                          | 01:46 |